# Лавроцвіті
Лавроцвіті (Laurales) — порядок квіткових рослин. Основним ареалом поширення є тропіки та субтропіки. Порядок охоплює близько 2500—2800 видів з 85–90 родів, які становлять сім родин дерев і чагарників. Це в основному вічнозелені, деревні рослини з простим і шкірястим листям.

## Історія
Найбільш ранні скам'янілості походять від ранньої крейди. Цілком можливо, що давнє походження цього порядку, є однією з причин його вельми різної морфології. Дійсно, нині не відомо жодної морфологічної ознаки, яка б об'єднувала всіх членів лавроцвітих. Прийнята класифікація заснована на молекулярно-генетичному аналізі.

## Використання
Багато видів використовуються як деревина. Cinnamomum camphora є джерелом камфори, Cinnamomum verum та ін. — кориці, Laurus nobilis є спецією, а Persea americana — плодом.